# ساشا شتودر
ساشا شتودر هو لاعب كرة قدم سويسري في مركز حراسة المرمى، ولد في 3 سبتمبر 1991 في سويسرا. شارك مع منتخب سويسرا تحت 17 سنة لكرة القدم. أما مع النوادي، فقد لعب مع نادي آراو ونادي فولن ونادي فينترتور ونادي مانسفيلد تاون.

## وصلات خارجية
- ساتشا ستودار على موقع قاعدة بيانات كرة القدم.إي يو (الإنجليزية)
- ساتشا ستودار على موقع عالم كرة القدم.نت (الإنجليزية)